# Topología algebraica
La topología algebraica es una rama de las matemáticas en la que se usan las herramientas del álgebra abstracta para estudiar los espacios topológicos. El objetivo básico es encontrar invariantes algebraicas que clasifican los espacios topológicos salvo homeomorfismo, aunque normalmente muchos se clasifican salvo equivalencia homotópica.

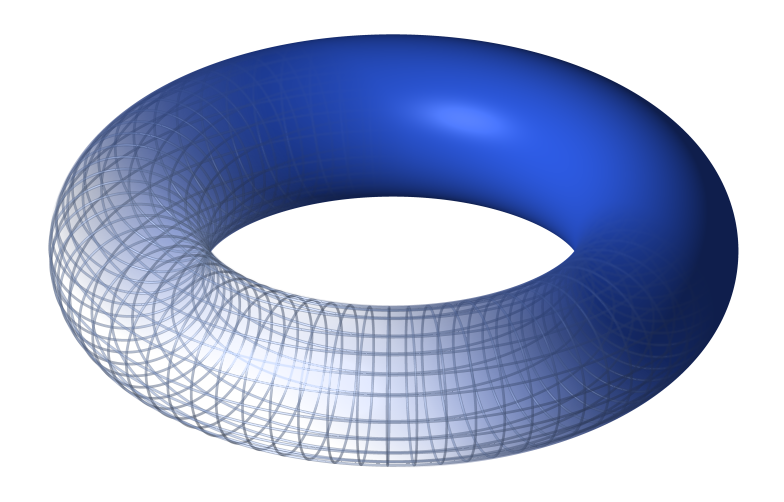
Un toro, uno de los objetos más frecuentemente estudiados en topología algebraica

Aunque la topología algebraica usa principalmente el álgebra para estudiar problemas topológicos, a veces también es posible usar la topología para resolver problemas algebraicos. La topología algebraica, por ejemplo, permite una prueba conveniente de que cualquier subgrupo de un grupo libre es nuevamente un grupo libre.

## Principales ramas de la topología algebraica
A continuación, se presentan algunas de las principales áreas estudiadas en topología algebraica:

### Grupos de homotopía
En matemáticas, los grupos de homotopía se utilizan en topología algebraica para clasificar espacios topológicos. El primer y más simple grupo de homotopía es el grupo fundamental, que registra información sobre bucles en un espacio. Intuitivamente, los grupos de homotopía registran información sobre la forma básica, o agujeros, de un espacio topológico.

### Homología
En topología algebraica y álgebra abstracta, homología' (en parte de griego ὁμός homos "idéntico") es un cierto procedimiento general para asociar una  secuencia de grupo abelianos o módulos con un objeto matemático dado, como un espacio topológico o un grupo.

### Cohomología
En  teoría de la homología y topología algebraica, cohomología es un término general para una  secuencia de grupo abelianos definida a partir de un complejo de co-cadenas. Es decir, la cohomología se define como el estudio abstracto de las co-cadenas, cociclos y  co-límites. La cohomología puede verse como un método de asignar invariantes algebraicos a un espacio topológico que tiene una estructura algebraica más refinada que la homología. La cohomología surge de la dualización algebraica de la construcción de la homología. En un lenguaje menos abstracto, las co-cadenas en sentido fundamental deberían asignar 'cantidades' a las cadenas de la teoría de la homología.

### Manifolds
Un manifold es un espacio topológico que cerca de cada punto se parece al espacio euclídeo. Algunos ejemplos son el plano, la esfera y el toroide, que pueden realizarse en tres dimensiones, pero también la botella de Klein y el  plano real proyectivo que no pueden realizarse en tres dimensiones, pero sí en cuatro. Típicamente, los resultados en topología algebraica se centran en aspectos globales, no diferenciables de las variedades; por ejemplo dualidad de Poincaré.

### Teoría de nudos
Teoría de nudos es el estudio de nudo matemáticos. Aunque se inspira en los nudos que aparecen en la vida cotidiana en cordones de zapatos y cuerdas, un nudo matemático difiere en que los extremos están unidos de manera que no se puede deshacer. En lenguaje matemático preciso, un nudo es una incrustación de un círculo en el espacio euclídeo tridimensional, {\displaystyle \mathbb {R} ^{3}}. Dos nudos matemáticos son equivalentes si uno puede transformarse en el otro mediante una deformación de {\displaystyle \mathbb {R} ^{3}} sobre sí mismo (conocida como una  isotopía ambiental); estas transformaciones corresponden a manipulaciones de una cuerda anudada que no implican cortar la cuerda o pasar la cuerda a través de sí misma.

### Complejos

Un 3-complejo simplicial.

Un complejo simplicial es un espacio topológico de cierto tipo, construido "pegando" puntos,  segmento de rectas, triángulos, y sus n-dimensional counterparts (véase ilustración). Los complejos simpliciales no deben confundirse con la noción más abstracta de conjunto simplicial que aparece en la teoría moderna de la homotopía simplicial. La contrapartida puramente combinatoria de un complejo simplicial es un complejo simplicial abstracto.
Un complejo de CW es un tipo de espacio topológico introducido por J. H. C. Whitehead para satisfacer las necesidades de la Teoría de la homotopía. Esta clase de espacios es más amplia y tiene algunas propiedades categóricas mejores que los  complejos simpliciales, pero aún conserva una naturaleza combinatoria que permite la computación (a menudo con un complejo mucho más pequeño).

## El método de los invariantes algebraicos
La meta es clasificar los espacios topológicos. Un nombre antiguo para esta materia era el de topología combinatoria, que ponía el énfasis en cómo un espacio dado X podía construirse a partir de espacios más pequeños. El método básico que se aplica ahora en topología algebraica es el de investigar los espacios por medio de los invariantes algebraicos: por ejemplo aplicándolos, relacionándolos con los grupos, que tienen bastante estructura utilizable, y de manera que se respete la relación de homeomorfismo de espacios.
Las dos formas principales como se hace esto son a través de los grupos fundamentales, o más en general la Teoría de homotopía, y por medio de los grupos de homología y de cohomología. Los grupos fundamentales nos suministran información básica sobre la estructura de un espacio topológico; pero son a menudo no-abelianos y pueden ser difíciles de usar. El grupo fundamental de un complejo simplicial (finito) tiene una presentación finita.
Los grupos de homología y cohomología, por otra parte, son abelianos, y en muchos casos importantes son finitamente generados. Los grupos abelianos finitamente generados pueden clasificarse completamente y son particularmente fáciles de usar.

## Resultados en homología
Varios resultados útiles se siguen inmediatamente de trabajar con grupos abelianos finitamente generados. El rango libre del grupo de n-homología de un complejo simplicial es igual al n-número de Betti, así que se pueden usar los grupos de homología de un complejo simplicial para calcular su característica de Euler-Poincaré. Si un grupo de n-homología de un complejo simplicial tiene torsión, entonces el complejo es no-orientable. Así que la homología "codifica" gran parte de la información topológica de un espacio topológico dado.
Más allá de la homología simplicial, podemos usar la estructura diferencial de las Variedades por medio de la Cohomología de De Rham, o la de Cech o con la cohomología de haces para investigar la resolubilidad de las ecuaciones diferenciales definidas en la variedad en cuestión. De Rham demostró que todos estos tipos de aproximación están interrelacionados y que los números de Betti que se derivan de la homología simplicial eran los mismos números de Betti que aquellos que se derivan de la cohomología de De Rham.

## Aplicaciones
Entre la aplicaciones clásicas de la topología algebraica se encuentran:
- El teorema del punto fijo de Brouwer: toda aplicación continua f de un disco cerrado en sí mismo admite al menos un punto fijo.
- La n-esfera admite un campo vectorial unitario continuo, que no se anula nunca, si y solo si n es impar (para n = 2, este resultado también se conoce como teorema de la bola peluda).
- El teorema de Borsuk-Ulam.

## Posicionamiento en Teoría de Categorías
En general, todas las construcciones de la topología algebraica son funtoriales: las nociones de categoría, funtor y transformación natural se originaron aquí. Los grupos fundamentales, de homología y cohomología no son sólo invariantes del espacio topológico subyacente, en el sentido de que dos espacios topológicos son homeomorfos si tienen asociados los mismos grupos; una aplicación continua de espacios induce un homomorfismo entre los grupos asociados, y estos homomorfismos pueden ser usados para probar la no-existencia (o, más profundamente, la existencia) de aplicaciones.

### Conjunto en teoría de categorías
En general, todas las construcciones de la topología algebraica son  functoriales; las nociones de categoría, functor y transformación natural se originaron aquí. Los grupos fundamentales y los grupos de homología y cohomología no sólo son invariantes del espacio topológico subyacente, en el sentido de que dos espacios topológicos que son  homeomorfos tienen los mismos grupos asociados, sino que sus morfismos asociados también se corresponden: un mapeo continuo de espacios induce un  homomorfismo de grupo en los grupos asociados, y estos homomorfismos pueden utilizarse para demostrar la no existencia (o, mucho más profundamente, la existencia) de mapeos.
Uno de los primeros matemáticos en trabajar con distintos tipos de coho| mología fue Georges de Rham. Se puede utilizar la estructura diferencial de variedad diferenciable vía Cohomología de De Rham, o Cohomología de Čech o cohomología del haz para investigar la resolubilidad de  ecuaciones diferenciales definidas en el manifold en cuestión. De Rham demostró que todos estos enfoques estaban interrelacionados y que, para una variedad cerrada y orientada, los números de Betti obtenidos mediante la homología simplicial eran los mismos números de Betti que los obtenidos mediante la cohomología de De Rham. Esto se amplió en la década de 1950, cuando Samuel Eilenberg y Norman Steenrod generalizaron este enfoque. Definieron la homología y la cohomología como funtores equipados con  transformaciones naturales sujetas a ciertos axiomas (por ejemplo, una equivalencia débil de espacios pasa a un isomorfismo de grupos homológicos), verificaron que todas las teorías (co)homológicas existentes satisfacían estos axiomas, y luego demostraron que tal axiomatización caracterizaba unívocamente la teoría.

## Los problemas de la topología algebraica
El problema geométrico, abierto por cerca de un siglo, y más famoso de la topología algebraica es la Conjetura de Poincaré, resuelto por el ruso Grigori Perelmán en 2002. El campo de la Teoría de homotopía contiene muchos misterios, en particular la manera correcta de describir los grupos de homotopía de las esferas.

## Aplicaciones de la topología algebraica
Las aplicaciones clásicas de la topología algebraica incluyen:
- El Teorema del punto fijo de Brouwer: todo mapa continua de la unidad n-disco a sí mismo tiene un punto fijo.
- El rango libre del n grupo homológico de un complejo simplicial es el n número de Betti, que permite calcular la característica de Euler-Poincaré.
- Una variedad es  orientable cuando el grupo de homología integral de la dimensión superior son los números enteros, y no es orientable cuando es 0.
- La n-esfera admite un campo vectorial unitario continuo que no desaparece en ninguna parte si y sólo si n es impar. (Para n = 2, esto se llama a veces el "teorema de la bola peluda").
- El teorema de Borsuk-Ulam: cualquier mapa continuo de la n -esfera al n -espacio euclidiano identifica al menos un par de puntos antipodales.
- Todo subgrupo de un grupo libre es libre. Este resultado es bastante interesante, porque el enunciado es puramente algebraico, pero la prueba más sencilla que se conoce es topológica. A saber, cualquier grupo libre G puede ser realizado como el grupo fundamental de un grafo X. El teorema principal sobre espacios de cobertura nos dice que cada subgrupo H de G es el grupo fundamental de algún espacio de cobertura Y de X; pero cada Y es de nuevo un grafo. Por tanto, su grupo fundamental H es libre. Por otra parte, este tipo de aplicación también se maneja de manera más sencilla mediante el uso de morfismos de cobertura de  groupoides, y esa técnica ha dado lugar a teoremas de subgrupos que aún no se han demostrado por métodos de topología algebraica; véase Higgins (1971).
- Combinatoria topológica.

## Herramientas importantes
Las herramientas importantes (como teoremas fundamentales) para el cálculo de invariantes de esta teoría son:
- Teorema de Seifert-van Kampen
- Sucesión de Mayer-Vietoris
- Teorema del punto fijo de Brouwer
- Teorema de aproximación celular
- Teorema de Dold-Thom
- Teorema de Eilenberg-Ganea
- Teorema de Eilenberg-Zilber
- Teorema de la suspensión de Freudenthal
- Teorema de Hurewicz
- Teorema de Künneth
- Teorema del punto fijo de Lefschetz
- Teorema de Leray-Hirsch
- Teorema de dualidad de Poincaré
- Teorema de Seifert-van Kampen
- Teorema del coeficiente universal
- Teorema de Whitehead